# Farmersville (Californie)
Pour les articles homonymes, voir Farmersville.
Farmersville est une municipalité américaine du comté de Tulare, en Californie. Sa population était de 8 737 habitants au recensement de 2000.

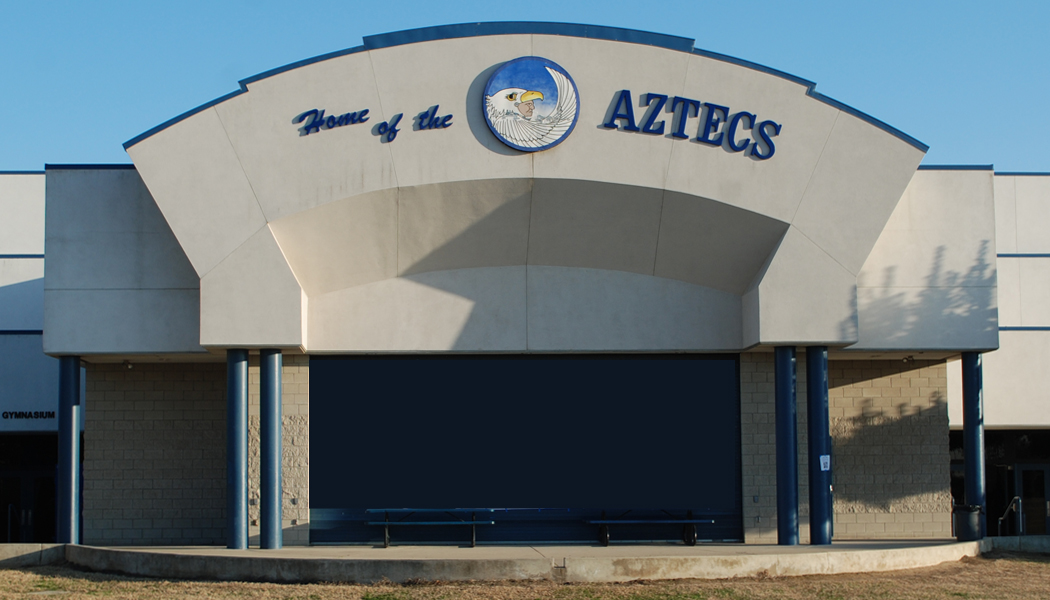
École secondaire de Farmersville

## Démographie
| 1960  | 1970  | 1980  | 1990  | 2000  | 2010   |
| ----- | ----- | ----- | ----- | ----- | ------ |
| 3 101 | 3 456 | 5 544 | 6 235 | 8 737 | 10 588 |